# Rosa rhaetica
Rosa rhaetica es una especie de planta del género Rosa, de la familia Rosaceae.

## Taxonomía
Rosa rhaetica fue descrita por Gremli en 1881.

## Distribución
Se encuentra en el territorio de Austria, Italia y Suiza.